# David Stenbeck
David Stenbeck, tidigare Uppgren, född 1 september 1978 i Lund, Skåne, uppvuxen i Bjärred, Skåne, gift med fotografen Johanna Stenbeck, är en mångsysslare inom litteratur. Författare, kulturskribent och kritiker för Svenska Dagbladet, Kristianstadsbladet, Borås Tidning, Ystads Allehanda, Trelleborgs Allehanda, Smålandsposten, Barometern med flera, chefredaktör för litteraturtidskriften Floret och förlagschef på det digitala förlaget David Stenbecks Förlag. Författaren har en typisk prosalyrisk stil och debuterade 2008 med diktsamlingen Ljusrepubliken. Debutboken omnämndes av Dagens Nyheters recensent som: "Halvt glödande, halvt förkolnad i en postromantisk mix av apokalyptisk science fiction-noir och reflekterande förortsdikt".
Stenbeck har medverkat skönlitterärt i bland andra Ett lysande namn (http://ettlysandenamn.se/ELN26/stenbeck.html) och The Stockholm Review of Literature (http://thestockholmreview.org/the-stagnelius-section/david-stenbeck/). Han tilldelades Författarfondens tvååriga konstnärsbidrag 2014.
Stenbeck introducerade år 2005 även, genom malmögrundade förlaget Bokstäder, bokförsäljning på alla Europa- och charterflygningar med SAS - Scandinavian Airlines. Med Bokstäder introducerade han även den amerikanske författaren Gilbert Sorrentino på svenska.